# قلعة الأخضر
قلعة الأخضر أو قلعة الوادي الأخضر هي قلعة تاريخية تقع في قرية الأخضر شمال غرب مدينة تبوك وقد بنيت عام 938 هجري الموافق 1532 م و أعيد ترميمها سنة 1080 هـ.

## الوصف
يظهر تخطيط القلعة على شكل مربع تقريبًا بمساحة 16.8 في 18.4 متر، أركانها بزاوية قائمة ولا تحتوي على أبراج ومدخلها يتوسط الضلع الشمالي ويؤدي إلى ساحة أو فناء أبعادها 9.10×5 متر كما يوجد بئر داخل الفناء يدعى بئر الأخضر. يحيط بالفناء غرف مربعة كما يوجد مسجد في الجهة الجنوبية و يتوسط الحائط الجنوبي للقلعة محراب مجوف لكن قد طمرته الرمال بينما في الركن الجنوبي من الفناء يوجد سلم يُمَكّنكَ من الصعود على سطح الحجرات الأرضية.

## القلعة حاليا
تهدمت أغلب أجزاء القلعة نتيجة عوامل الجو و عدم الترميم و محاطة الآن بسياج من هيئة التراث السعودية لترميمها لاحقًا.